# 400 mètres masculin aux championnats du monde d'athlétisme en salle 2012
Navigation
2010 2014
Le 400 mètres masculin des Championnats du monde en salle 2012 a lieu les 9 et 10 mars dans l'Ataköy Athletics Arena.

## Records et performances

### Records
Les records du 400 m hommes (mondial, des championnats et par continent) étaient avant les championnats 2012, les suivants :
| Record du monde           | Kerron Clement       | États-Unis         | 44 s 57 | Fayetteville | 12 mars 2005    |
| Record des championnats   | Harry Butch Reynolds | États-Unis         | 45 s 26 | Toronto      | 14 mars 1993    |
| Record d'Afrique          | Sunday Bada          | Nigeria            | 45 s 51 | Paris        | 9 mars 1997     |
| Record d'Asie             | Shunji Karube        | Japon              | 45 s 76 | Paris        | 9 mars 1997     |
| Record d'Amérique du Nord | Kerron Clement       | États-Unis         | 44 s 57 | Fayetteville | 12 mars 2005    |
| Record d'Amérique du Sud  | Bayano Kamani        | Panama             | 46 s 26 | Paris-Bercy  | 29 janvier 2005 |
| Record d'Europe           | Thomas Schönlebe     | Allemagne de l'Est | 45 s 05 | Sindelfingen | 5 février 1988  |
| Record d'Océanie          | Daniel Batman        | Australie          | 45 s 93 | Birmingham   | 2 mars 2003     |

### Bilans mondiaux
Les bilans mondiaux avant la compétition étaient :
| 1  | Kirani James     | Grenade     | 45 s 19 |
| 2  | Gil Roberts      | États-Unis  | 45 s 39 |
| 3  | Demetrius Pinder | Bahamas     | 45 s 40 |
| 4  | Nigel Levine     | Royaume-Uni | 45 s 71 |
| 5  | Frankie Wright   | États-Unis  | 45 s 72 |
| 6  | Calvin Smith     | États-Unis  | 45 s 73 |
| 7  | Richard Buck     | Royaume-Uni | 45 s 88 |
| 8  | Errol Nolan      | États-Unis  | 46 s 12 |
| 9  | Pavel Maslák     | Tchéquie    | 46 s 14 |
| 10 | Brycen Spratling | États-Unis  | 46 s 16 |

## Résultats

### Finale
| Rang               | Athlète          | Nation                      | Temps   | Note |
| ------------------ | ---------------- | --------------------------- | ------- | ---- |
| Médaille d'or      | Nery Brenes      | Costa Rica                  | 45 s 11 | CR   |
| Médaille d'argent  | Demetrius Pinder | Bahamas                     | 45 s 34 | SB   |
| Médaille de bronze | Chris Brown      | Bahamas                     | 45 s 90 | SB   |
| 4                  | Tabarie Henry    | Îles Vierges des États-Unis | 45 s 96 | SB   |
| 5                  | Pavel Maslák     | Tchéquie                    | 46 s 19 |      |
| 6                  | Kirani James     | Grenade                     | 46 s 21 |      |

### Demi-finale
| Rang | Athlète              | Nation                      | Temps   | Note |
| ---- | -------------------- | --------------------------- | ------- | ---- |
| 1    | Demetrius Pinder     | Bahamas                     | 45 s 94 | Q    |
| 2    | Tabarie Henry        | Îles Vierges des États-Unis | 46 s 01 | Q    |
| 3    | Mark Ujakpor         | Espagne                     | 46 s 98 |      |
| 4    | Gil Roberts          | États-Unis                  | 47 s 01 |      |
| 5    | Lorenzo Valentini    | Italie                      | 48 s 47 |      |
| 6    | Maksim Aleksandrenko | Russie                      | 49 s 76 |      |

| Rang | Athlète           | Nation      | Temps   | Note |
| ---- | ----------------- | ----------- | ------- | ---- |
| 1    | Chris Brown       | Bahamas     | 46 s 37 | Q    |
| 2    | Pavel Maslák      | Tchéquie    | 46 s 49 | Q    |
| 3    | Richard Buck      | Royaume-Uni | 46 s 64 |      |
| 4    | Calvin Smith, Jr. | États-Unis  | 47 s 09 |      |
| 5    | Ali Ekber Kayas   | Turquie     | 48 s 16 |      |
| 6    | Rabah Yousif      | Soudan      | DNF     |      |

| Rang | Athlète             | Nation                 | Temps   | Note  |
| ---- | ------------------- | ---------------------- | ------- | ----- |
| 1    | Nery Brenes         | Costa Rica             | 46 s 01 | Q, NR |
| 2    | Kirani James        | Grenade                | 46 s 04 | Q     |
| 3    | Nigel Levine        | Royaume-Uni            | 46 s 46 |       |
| 4    | Luguelín Santos     | République dominicaine | 46 s 83 |       |
| 5    | Valentin Kruglyakov | Russie                 | 47 s 34 |       |
| 6    | Erison Hurtault     | Dominique              | 48 s 68 |       |

### Séries
| Rang | Athlète              | Nation                      | Temps   | Note  |
| ---- | -------------------- | --------------------------- | ------- | ----- |
| 1    | Demetrius Pinder     | Bahamas                     | 46 s 49 | Q     |
| 2    | Tabarie Henry        | Îles Vierges des États-Unis | 46 s 71 | Q, SB |
| 3    | Mark Ujakpor         | Espagne                     | 47 s 06 | q     |
| 4    | Wala Gime            | Papouasie-Nouvelle-Guinée   | 48 s 85 |       |
| 5    | Yaovi Michael Gougou | Bénin                       | 51 s 20 | NR    |

| Rang | Athlète              | Nation                 | Temps   | Note  |
| ---- | -------------------- | ---------------------- | ------- | ----- |
| 1    | Kirani James         | Grenade                | 46 s 64 | Q     |
| 2    | Nery Brenes          | Costa Rica             | 46 s 77 | Q, SB |
| 3    | Luguelín Santos      | République dominicaine | 47 s 07 | q, PB |
| 4    | Rabah Yousif         | Soudan                 | 47 s 30 | q     |
| 5    | Maksim Aleksandrenko | Russie                 | 47 s 78 | q     |

| Rang | Athlète           | Nation            | Temps   | Note |
| ---- | ----------------- | ----------------- | ------- | ---- |
| 1    | Nigel Levine      | Royaume-Uni       | 47 s 56 | Q    |
| 2    | Lorenzo Valentini | Italie            | 48 s 58 | Q    |
| 3    | Jannot Bacar      | Comores           | 49 s 58 |      |
| 4    | Andrés Silva      | Uruguay           | 51 s 93 | SB   |
| —    | Lalonde Gordon    | Trinité-et-Tobago | DSQ     |      |

| Rang | Athlète             | Nation            | Temps   | Note |
| ---- | ------------------- | ----------------- | ------- | ---- |
| 1    | Gil Roberts         | États-Unis        | 47 s 57 | Q    |
| 2    | Valentin Kruglyakov | Russie            | 47 s 70 | Q    |
| 3    | Jarrin Solomon      | Trinité-et-Tobago | 47 s 82 |      |
| 4    | Takeshi Fujiwara    | Salvador          | 48 s 96 | SB   |
| 5    | Kristijan Efremov   | Macédoine du Nord | 50 s 23 |      |

| Rang | Athlète                   | Nation      | Temps   | Note |
| ---- | ------------------------- | ----------- | ------- | ---- |
| 1    | Pavel Maslák              | Tchéquie    | 47 s 00 | Q    |
| 2    | Richard Buck              | Royaume-Uni | 47 s 05 | Q    |
| 3    | Erison Hurtault           | Dominique   | 47 s 63 | q    |
| 4    | Trausti Stefánsson        | Islande     | 48 s 86 |      |
| 5    | Ak. Hafiy Tajuddin Rositi | Brunei      | 51 s 02 | NR   |
| 6    | Hussein Al-Fedheili       | Oman        | 55 s 15 | PB   |

| Rang | Athlète           | Nation     | Temps   | Note |
| ---- | ----------------- | ---------- | ------- | ---- |
| 1    | Chris Brown       | Bahamas    | 47 s 28 | Q    |
| 2    | Calvin Smith, Jr. | États-Unis | 47 s 46 | Q    |
| 3    | Ali Ekber Kayas   | Turquie    | 47 s 55 | q    |
| 4    | Nika Kartavtsevi  | Géorgie    | 48 s 27 | PB   |
| 5    | Bahaa Al Farra    | Palestine  | 51 s 65 | NR   |
| 6    | Jeofry Limtiaco   | Guam       | 53 s 67 | NR   |

## Légende
Records et Performances
- AR : Record continental (area record)
- CR : Record des championnats (championship record)
- MR : Record du meeting (meet record)
- NR : Record national (national record)
- OR : Record olympique (olympic record)
- PR : Record paralympique (paralympic record)
- PB : Record personnel (personal best)
- SB : Meilleure performance personnelle de la saison (season's best)
- WL : Meilleure performance mondiale de l'année (world leader)
- WJR : Record du monde junior (world junior record)
- WR : Record du monde (world record)

Circonstances et Conditions
- DNF : N'a pas terminé (did not finish)
- DNS : N'a pas pris le départ (did not start)
- DQ : Disqualification (disqualification)
- NM : Aucun essai valable enregistré (No Mark)
- Q : Qualifié « directement » au prochain tour (ou à la prochaine compétition), lors d'une compétition majeure, grâce au classement ou à la réalisation des minima (automatic qualifier)
- q : Qualifié au prochain tour (ou à la prochaine compétition), lors d'une compétition majeure, grâce au repêchage ou à la réalisation de l'une des meilleures performances parmi celles des « non qualifiés directement » (grâce au meilleur temps ou à la meilleure distance par exemple) (secondary qualifier)